# Xiraz
Xiraz ou Shiraz (em persa: شیراز) é uma cidade do sudoeste do Irão, é a capital da província de Fars.
Situada a 1 580 metros de altitude, a cidade tem uma área de 340 km². Em 2005, a sua população era de 1 255 955 habitantes.
Fundada no século VII, Xiraz foi a capital do Império Zand entre 1750 e 1794, e por um breve período na era Safárida. Em 1794, os Qajars transferiram a capital para Teerão.